# Kodeks 0241
Kodeks 0241 (Gregory-Aland no. 0241) – grecki kodeks uncjalny Nowego Testamentu na pergaminie, datowany metodą paleograficzną na VI wiek. Przechowywany jest w Cologny w Szwajcarii. Tekst rękopisu jest wykorzystywany we współczesnych wydaniach greckiego Nowego Testamentu.

## Opis
Do XX wieku zachowała się tylko 1 pergaminowa karta rękopisu, z greckim tekstem 1. Listu do Tymoteusza (3,16-4,3.8-11). Zachował się tylko fragment karty, oryginalne karty kodeksu miały prawdopodobnie rozmiar 23 na 17 cm. Prawdopodobnie tekst pisany jedną kolumną na stronę, 12 linijkami w kolumnie.

## Tekst
Tekst rękopisu reprezentuje aleksandryjską tradycję tekstualną. Kurt Aland zaklasyfikował tekst rękopisu do kategorii III.

## Historia
INTF datuje rękopis na VI wiek .
Na listę greckich rękopisów Nowego Testamentu wciągnął go Kurt Aland w 1956 roku, oznaczając go przy pomocy siglum 0241. Rękopis jest wykorzystywany w krytycznych wydaniach greckiego Nowego Testamentu.
Rękopis jest przechowywany w Bibliotece Bodmeriana (Cod. Bodmer 24) w Cologny .